# タイ・プレミアリーグ2006
タイ・プレミアリーグ2006は、1996-97シーズンに創設されてから10シーズン目のタイ・プレミアリーグである。大会名はタイランド・プレミアリーグ（タイ語: ไทยแลนด์ พรีเมียร์ ลีก, 英語: Thailand Premier League）。

## 概要
2006年シーズンは、昨年のタイ・ディヴィジョン1リーグの上位2チームに加えて、プレミアリーグとは別の全国トップリーグだったプロフェッショナル・リーグ（プロ・リーグ）からも上位2チームが昇格した。2004-05年シーズンから2チーム増え、4シーズンぶりに12チームで争われる。2006年シーズンは下部リーグへの降格は行われない。タイ・ホンダは初昇格、ロイヤル・タイ・アーミーは6シーズンぶりのプレミアリーグ復帰となった。プロ・リーグからは、チョンブリーとスパンブリーが共に初昇格する。
バンコク・ユニバーシティが初優勝を果たした。バンコク・ユニバーシティはAFCチャンピオンズリーグ2007、2位のオーソットサパーはAFCカップ2007出場権を獲得した。
BECテロ・サーサナのピパット・トンカンヤーが12得点で得点王に輝いた。年間最優秀選手にはバンコク・ユニバーシティのPunnarat Klinsukon、同最優秀監督にはバンコク・ユニバーシティのSomchai Subphermが選出された。

## 所属チーム（2006年シーズン）
- タイ・タバコ・モノポリー （前年優勝）
- プロヴィンシャル・エレクトリシティ・オーソリティ
- オーソットサパー
- ポート・オーソリティ・オブ・タイランド
- クルン・タイ・バンク
- BECテロ・サーサナ
- バンコク・ユニバーシティ
- バンコク・バンク
- ロイヤル・タイ・アーミー （ディヴィジョン1リーグから昇格）
- タイ・ホンダ （ディヴィジョン1リーグから昇格）
- チョンブリー （プロ・リーグ1から昇格）
- スパンブリー （プロ・リーグ1から昇格）

## 順位表
| 順位 | チーム                                           | 試 | 勝 | 分 | 敗 | 得 | 失 | 差  | 勝点 | 備考                        |
| ---- | ------------------------------------------------ | -- | -- | -- | -- | -- | -- | --- | ---- | --------------------------- |
| 1    | バンコク・ユニバーシティ (C)                     | 22 | 11 | 6  | 5  | 25 | 17 | +8  | 39   | AFCチャンピオンズリーグ2007 |
| 2    | オーソットサパー                                 | 22 | 10 | 8  | 4  | 35 | 20 | +15 | 38   | AFCカップ20071              |
| 3    | BECテロ・サーサナ                                | 22 | 9  | 9  | 4  | 32 | 14 | +18 | 36   |                             |
| 4    | タイ・タバコ・モノポリー                         | 22 | 9  | 8  | 5  | 30 | 24 | +6  | 35   |                             |
| 5    | バンコク・バンク                                 | 22 | 10 | 4  | 8  | 26 | 28 | -2  | 34   |                             |
| 6    | ロイヤル・タイ・アーミー                         | 22 | 7  | 9  | 6  | 31 | 38 | -7  | 30   |                             |
| 7    | ポート・オーソリティ・オブ・タイランド           | 22 | 7  | 7  | 8  | 21 | 28 | -7  | 28   |                             |
| 8    | チョンブリー                                     | 22 | 5  | 12 | 5  | 29 | 28 | +1  | 27   |                             |
| 9    | クルン・タイ・バンク                             | 22 | 5  | 10 | 7  | 22 | 26 | -4  | 25   |                             |
| 10   | プロヴィンシャル・エレクトリシティ・オーソリティ | 22 | 6  | 4  | 12 | 23 | 32 | -9  | 22   |                             |
| 11   | タイ・ホンダ                                     | 22 | 4  | 9  | 9  | 23 | 26 | -3  | 21   |                             |
| 12   | スパンブリー                                     | 22 | 4  | 4  | 14 | 18 | 34 | -16 | 16   |                             |

1 2006年にオーストラリアがAFCに加盟し、ACL2枠を与えられたため、タイとベトナムの出場枠はACL2枠からACL1枠、AFCカップ1枠に削減された。
- Thailand 2006 - RSSSF (Rec.Sport.Soccer Statistics Foundation)

## 表彰
- 得点王 :  ピパット・トンカンヤー （BECテロ・サーサナ）
- 年間最優秀選手賞 :  Punnarat Klinsukon （バンコク・ユニバーシティ）
- 年間最優秀監督賞 :  Somchai Subpherm （バンコク・ユニバーシティ）

## コー・ロイヤルカップ
コー・ロイヤルカップ2006-07は、プレミアリーグ2位のオーソットサパーが同優勝のバンコク・ユニバーシティに2-1で勝利した。

## タイ・ディヴィジョン1リーグ
タイ・ディヴィジョン1リーグ2005-06は、ロイヤル・タイ・ポリスが優勝した。ロイヤル・タイ・ポリス、2位のロイヤル・タイ・ネイビーは来シーズンのプレミアリーグに昇格する。

## プロヴィンシャル・リーグ
プロフェッショナル・リーグ2006は、TOTが優勝した。TOT、3位のナコーンパトムは来シーズンのプレミアリーグに昇格する。2位のポート・オーソリティ・オブ・タイランドIIは、プレミアリーグ所属のポート・オーソリティ・オブ・タイランドのリザーブチームであるため、昇格資格を持たない。